# Anne de Guigné
 (décembre 2022).
Si vous disposez d'ouvrages ou d'articles de référence ou si vous connaissez des sites web de qualité traitant du thème abordé ici, merci de compléter l'article en donnant les références utiles à sa vérifiabilité et en les liant à la section « Notes et références ».
Anne de Guigné, née le 25 avril 1911, au château de la Cour à Annecy-le-Vieux et morte à Cannes, en odeur de sainteté, le 14 janvier 1922, fut déclarée vénérable par le pape Jean-Paul II le 3 mars 1990.

## Biographie

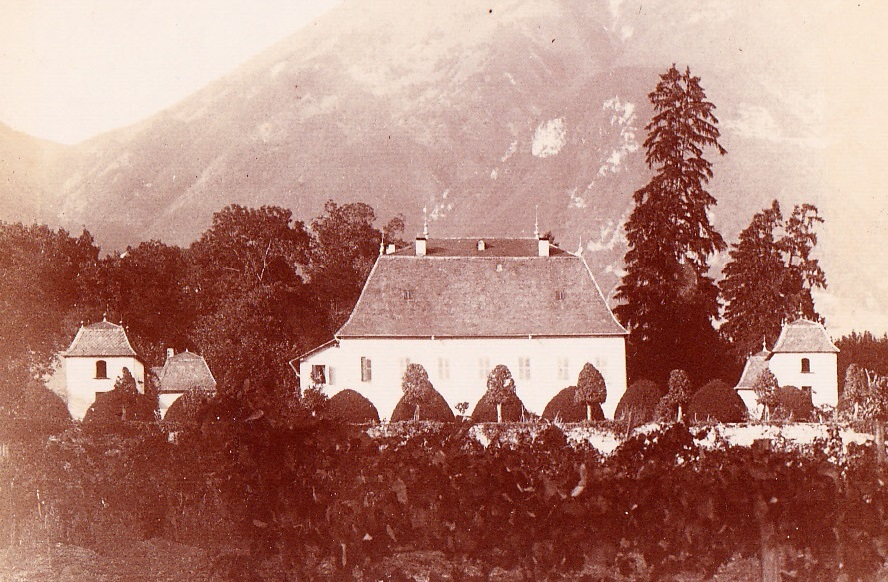
Château de la Cour à Annecy-le-Vieux (1898).

Née dans une famille profondément chrétienne, au château de la Cour à Annecy-le-Vieux,. En ligne maternelle et par les femmes, elle est l'une des descendantes du roi de France Louis IX, né comme elle un 25 avril. La mort de son père Jacques de Guigné, tombé au front à la tête de ses chasseurs alpins en juillet 1915, fut, à quatre ans, le principe déclencheur de sa conversion. Elle était une enfant d'intelligence vive, de volonté ardente, facilement violente et jalouse, difficilement soumise et plutôt dominatrice. Âgée de quatre ans, elle entame alors une transformation profonde, son amour pour sa mère devient son chemin vers Dieu et elle acquiert rapidement une douceur et une abnégation peu ordinaires.
Elle fait sa première communion à six ans. Mais son jeune âge exige une dispense. L'évêque lui impose donc un examen qu'elle franchira avec une facilité déconcertante. « Je souhaite que nous soyons toujours au niveau d’instruction religieuse de cet enfant-là » dira l’examinateur.
Extérieurement, Anne fut la plus simple et la plus aimable des enfants : effacée et modeste, toute à ses petits devoirs et à ses jeux. D'après son institutrice, Melle Basset, elle voulait sans cesse s'améliorer : « Rien d’extraordinaire dans sa vie, si ce n’est sa persévérance à devenir bonne. Le secret de sa montée spirituelle : prière et volonté ». Selon d'autres témoins, son humilité, sa douceur, son obéissance, son amour du sacrifice, sa permanente charité étonnèrent ses contemporains. On la vit plusieurs fois comme transfigurée. Elle disait vouloir devenir carmélite.
Elle meurt d'une méningite, à l’aube du 14 janvier 1922 après ce dernier échange avec la religieuse qui la veille : « Ma sœur, puis-je aller avec les anges ? » - « Oui, ma belle petite fille » - « Merci, ma sœur, ô merci ! ».

## Procès en béatification
Dès 1922, la Revue du Rosaire, publie un article rédigé par le père Bernadot qui débouche sur l'édition d'un livre, publié plusieurs fois et dans plusieurs langues. Très vite le diocèse reçoit de nombreuses lettres de France et du monde « qui attestent de la confiance profonde qu'ont les fidèles de toutes conditions pour celle qu'on se plaît à appeler « la petite sainte ». De nombreuses autres personnes commencent à venir se recueillir sur sa tombe à Annecy-le-Vieux et dans la chambre où elle mourut à Cannes.
Devant la réputation de sainteté de la petite-fille, l'évêque d'Annecy lance son procès en béatification, dès le 21 janvier 1932. Toutefois, les études menées à Rome n'aboutissent pas très vite, le cas d'une toute jeune sainte, non martyre, ne s'étant jamais encore posé, d'autant plus qu'aucun miracle ni qu'aucune guérison n'ont jamais été constatés. Le procès en vue de la reconnaissance de l'« héroïcité des vertus » d'Anne est finalement conclu en 1981, au nom des efforts réalisés par elle en vue de devenir meilleure. Elle est proclamée Vénérable le 3 mars 1990 par le Pape Jean-Paul II et, en attendant sa béatification, on commence déjà à faire mémoire d'elle le 14 janvier.
Trois associations œuvrent désormais pour perpétuer son souvenir : « les Amis d'Anne de Guigné » dont le but est sa béatification, l'association « Enfance et sainteté » dont le but est de « promouvoir la sainteté des enfants sous toutes ses formes » et l'association « Apprendre avec Anne de Guigné » créée en avril 2010.
D'autres initiatives ont été prises dans le passé. En 1939, son nom a été donné à l'une des cinquante cloches du Carillon du Mas Rillier à Miribel et en 1960, l'organiste et compositeur Jacques Grunenwald, donne son nom à une composition pour l'orgue de l'église Saint-Sulpice de Paris.

## Hommage
Une école primaire privée à Annecy-le-Vieux porte son nom : l'École Sainte-Anne,.
Les rondes jeannette des groupes suf de Mérignac et Grenoble 2 portent son nom : Ronde Anne de Guigné.

## Sources
- Parole et Prière numéro 67 de janvier 2016 page 152